# Speleogobius trigloides
Speleogobius trigloides  - gatunek ryby z rodziny babkowatych. Jedyny przedstawiciel rodzaju Speleogobius.

## Występowanie
Morze Śródziemne, Morze Adriatyckie
Dorasta d 2 cm długości.